# Changxing
Changxing léase en chino: Chang-Sing, lit. 'Chang2xing1.ogg' (en chino simplificado, 长兴县; pinyin, Chángxīng xiàn) es un condado bajo la administración directa de la ciudad-prefectura de Huzhou. Se ubica en la provincia de Zhejiang, este de la República Popular China. Su área es de 1431 km² y su población total para 2010 fue más de 600 mil habitantes. 

## Administración
El condado de Changxing se divide en 32 pueblos que se administran en 6 subdistritos, 10 poblados y 16 villas.

## Historia
Changxing fue establecida durante la dinastía Jin (año 282). La ciudad ha sido apodada "el reino del pescado y el arroz", "el hogar de la seda", "la tierra de la cultura" y "el distinguido condado del sureste". En la antigüedad la ciudad se llamaba Changcheng (长城) "la gran muralla" , su nombre actual lo adquirió desde el año 910. 
La edad Changhsingiense del período Pérmico lleva su nombre.